# Leen van Zandvliet
Leen van Zandvliet (2 januari 1889 - 14 april 1948) was een Nederlandse sportbestuurder. Hij was van 1911 tot 1918 en van 1925 tot 1939 voorzitter van de voetbalclub Feyenoord in Rotterdam. Van Zandvliet was de drijvende kracht achter de bouw van het stadion De Kuip.
De populariteit van voetbal nam in het interbellum gestaag toe. Van Zandvliet was van mening dat de enorme toestroom van publiek tijdens wedstrijden van Feyenoord de bouw van een modern voetbalstadion met plaats voor tienduizenden toeschouwers rechtvaardigde. De vorm van het stadion, met een 'loshangende' tweede ring zodat niets het uitzicht van de toeschouwers zou belemmeren, zou in een droom tot hem zijn gekomen. Hij ondernam een studiereis naar Amerika en bezocht het stadion van de Boston Red Sox, dat hem inspireerde om deze nieuwe inzichten te verwezenlijken. Zijn inspanningen zouden in 1937 resulteren in de opening van het Stadion Feijenoord.
Sportief ging het de club onder Van Zandvliets leiding voor de wind, met name in de tweede periode dat hij als voorzitter actief was. In die jaren reeg de club de afdelingskampioenschappen aaneen en werd drie keer de kampioenscompetitie gewonnen.

## Prijzen van Feyenoord tijdens zijn voorzitterschap
- Landskampioen: 
  - 1928, 1936, 1938
- Bekerwinnaar: 
  - 1930, 1935